# Кари ле Руе
Кари ле Руе (фр. Carry-le-Rouet) насеље је и општина у Француској у региону Прованса-Алпи-Азурна обала, у департману Ушће Роне која припада префектури Istres.
По подацима из 2011. године у општини је живело 6338 становника, а густина насељености је износила 633,8 становника/km². Општина се простире на површини од 10 km². Налази се на средњој надморској висини од 4 метра (максималној 178 m, а минималној 0 m).

## Демографија
| 1962. | 1968. | 1975. | 1982. | 1990. | 1999. | 2011. |
| ----- | ----- | ----- | ----- | ----- | ----- | ----- |
| 1.739 | 2.353 | 3.304 | 4.570 | 5.224 | 6.009 | 6.338 |

График промене броја становника у току последњих година